# ماريا دوران
ماريا دوران (بالإنجليزية: Mariah Duran)‏ هي منافسة ألعاب القوى أمريكية، ولدت في 14 ديسمبر 1996 في ألباكركي في الولايات المتحدة.

## روابط خارجية
- ماريا دوران على موقع اللجنة الأولمبية الدولية (الإنجليزية)
- ماريا دوران على موقع أوليمبيديا (الإنجليزية)
- ماريا دوران على موقع ألعاب إكس (مؤرشف) (الإنجليزية)